# Lamiinae
I Lamiinae Latreille, 1802, sono una sottofamiglia di coleotteri cerambicidi, la più vasta delle sottofamiglie comprendendo da sola oltre la metà di tutte le specie mondiali di cerambicidi.

## Morfologia

### Adulto

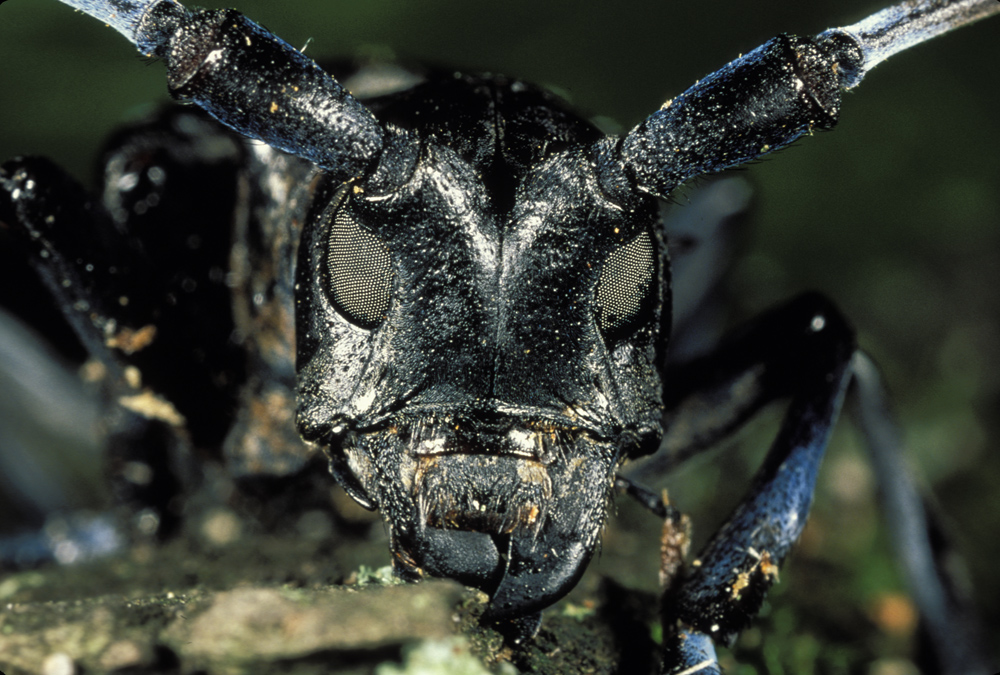
Capo ipognato di Anoplophora glabripennis (Motschulsky, 1863)

Solitamente facile da riconoscere tra gli altri cerambicidi per l'apparato masticatore ipognato (con le mandibole rivolte verso il basso), i Lamiinae presentano tuttavia alcune tribù tropicali che si discostano da questo aspetto, risultando così di difficile identificazione.

L'elemento diagnostico che permettere di riconoscere i rappresentanti di questa sottofamiglia sono invece i palpi mascellari di forma ovale (appuntiti all'estremità), invece che triangolare (allargata all'estremità), come in tutti i Cerambycoidea.

Altri elementi diagnostici tipici pressoché dei soli Lamiinae, sono i solchi sulle mesotibie (per la pulizia delle antenne) e la carena sullo scapo.

### Ninfa
La ninfa dei Lamiinae, completamente bianca e ricoperta da una delicata cuticola, può essere facilmente distinta da quella degli altri cerambicidi per il fatto di presentare un capo largo e a lati paralleli.

Ali e zampe sono ripiegate in avanti, come nelle altre sottofamiglie.

Le antenne, se molto lunghe, girano più volte attorno al corpo (Acanthocinini), oppure vengono tipicamente avvolte a spirale (Lamiini, Batocerini).

### Larva
Le larve presentano anch'esse caratteristiche particolari, come la testa allungata e la mancanza di zampe che si rincontra nella quasi totalità delle specie.

## Biologia

### Adulto

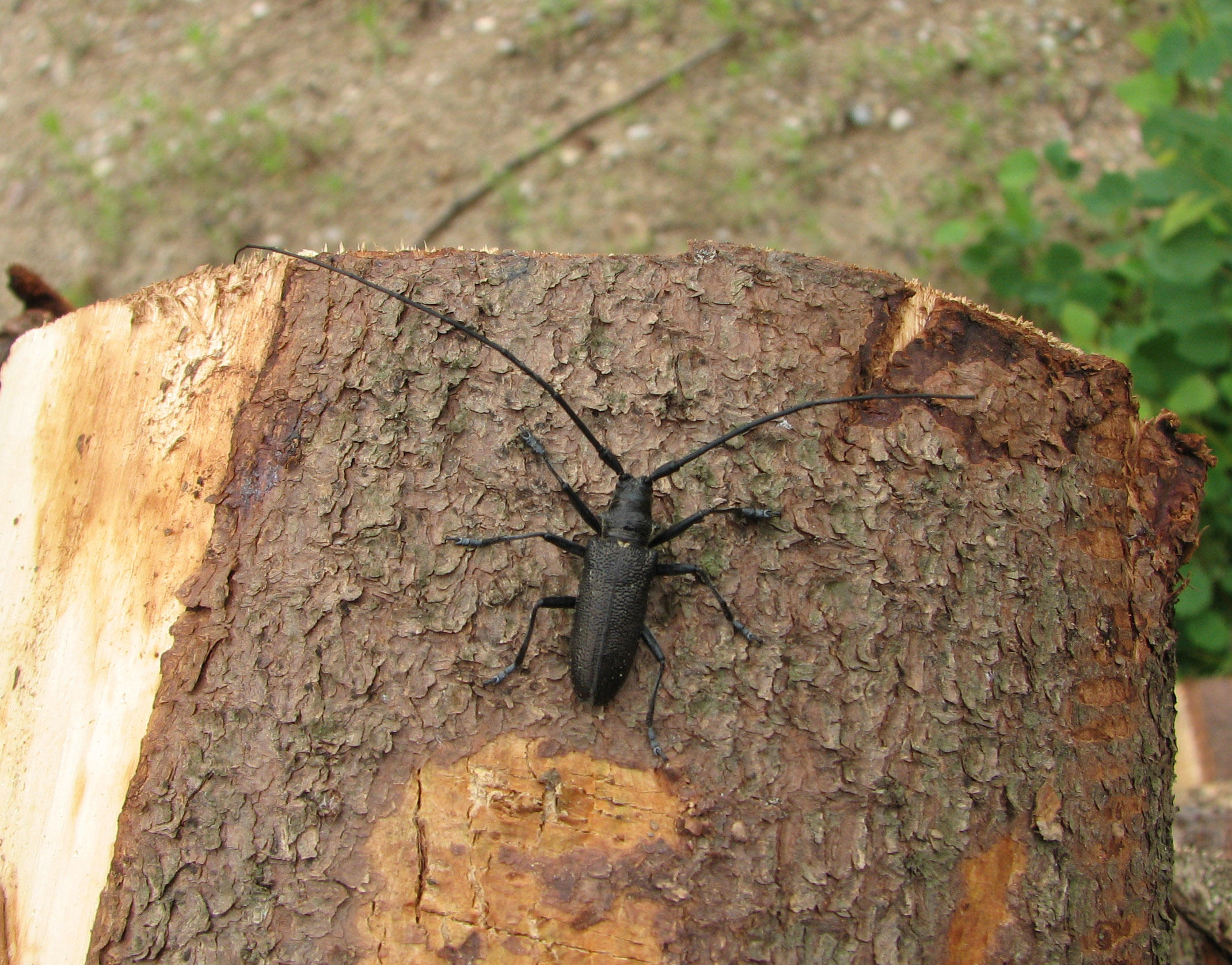
Adulto di Monochamus sutor (Linneo, 1758) su un tronco abbattuto

Gli adulti delle forme tropicali sono perlopiù notturni, mentre sono diurne la maggioranza delle specie europee.

Gli adulti frequentano generalmente il tronco, i rami, o gli steli delle piante ospiti, ma raramente si trovano sui fiori. Le specie che si sviluppano nelle radici (e in generale quelle attere, come i Dorcadiini) possono essere rinvenute al suolo.

### Larva
I Lamiinae comprendono forme che si sono adattate a nutrirsi di tutti i tipi vegetali esistenti, sia conifere che latifoglie.

La maggior parte sono tipicamente xilofaghe, attaccando il tronco (Anoplophora) o i rami (Saperda, Oberea, Tetrops) di alberi viventi, deperiti (Mesosa), o già morti,  sia secchi (Niphona, Stenidea) che marcescenti (Acanthocinus, Monochamus, Morimus).

Altre specie si sono adattate ad attaccare piante erbacee, nutrendosi del fusto dall'interno  (Agapanthia, Phytoecia) e dell'apparato radicale dall'esterno (Dorcadion, Neodorcadion).

## Distribuzione
I Lamiinae sono i diffusi in tutti i continenti, con particolare abbondanza nelle regioni tropicali, dove risiedono le specie più grandi della sottofamiglia, come quelle appartenenti ai generi Batocera e Rosenbergia della tribù dei Batocerini.

## Sistematica

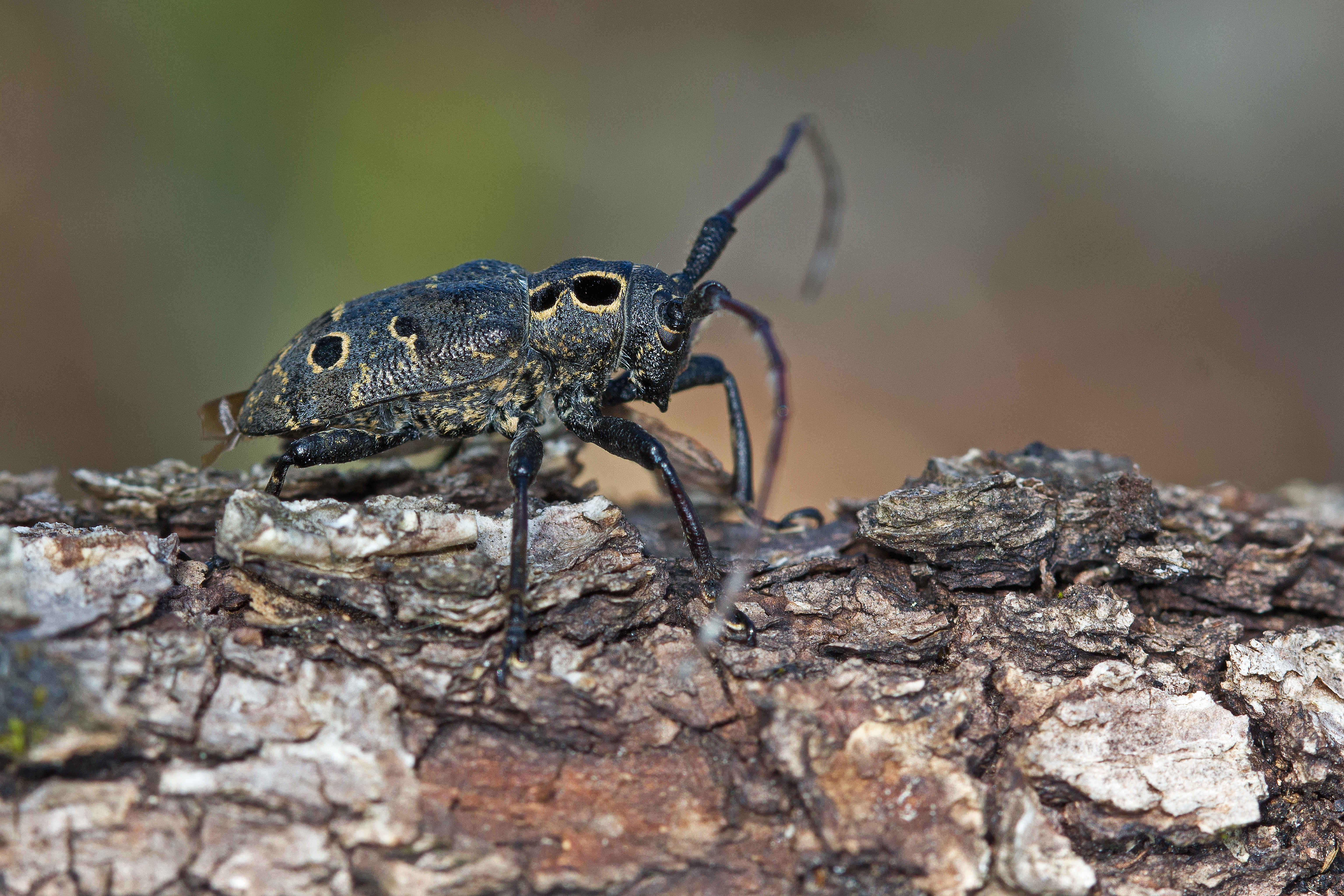
Adulto di Mesosa curculionoides (Linneo, 1761)

La sottofamiglia dei Lamiinae è suddivisa in numerose tribù, i cui limiti appaiono difficili e controversi da stabilire, a causa della notevole omogeneità della maggior parte delle specie e del loro enorme numero.

L'entomologo austriaco Stephan von Breuning revisionò e descrisse la maggior parte dei Lamiinae, ma la sua sistematica, basata spesso su caratteri specializzati, ha portato a costruire gruppi filogeneticamente artificiosi e spesso contraddittori. La sistematica di alcune (grandi) tribù rimane pertanto ancora da chiarire.

Vengono qui riportate solo le tribù presenti in Italia:
- Acanthocinini Blanchard, 1845
- Acanthoderini Thomson, 1860
- Agapanthiini Mulsant, 1839
- Apodasyini Lacordaire, 1872
- Desmiphorini Thomson, 1860
- Dorcadiini Latreille, 1825
- Lamiini Latreille, 1825
- Mesosini Thomson, 1860
- Parmenini Mulsant, 1839
- Phrissomini
- Pogonocherini Mulsant, 1839
- Pteropliini Thomson, 1860
- Saperdini Mulsant, 1839
- Tetraopini Thomson, 1860